# 퀸시 (블리치)
퀸시(滅却師 / Quincy)는 블리치에 등장하는 영능력을 가진 인간들의 집단으로, 호로를 적대시 한다. 자신의 영력을 힘의 근원으로 싸우는 사신과는 달리 대기 중에 존재하는 영자를 스스로의 힘으로 모아 조종하는 기술을 기반으로 한다. 인간을 죽이는 호로를 소울 소사이어티에 보내는 것을 좋게 여기지 않고 호로를 소멸시키는 것을 목적으로 활동했다. 그리고 그들 자신이 호로의 공격에 내성이 없어 스치기만 해도 죽을 수 있기 때문에 호로를 소멸시키는 것도 있다. 이전에는 온 세상에 산재했었지만 그 이념에 근거하는 행동이 현세와 소울 소사이어티에 있는 혼백의 양을 어지럽혀 세계의 붕괴를 일으킬 수도 있어서 200년 전에 사신들에 의해 섬멸당했다. 처음에는 이시다 우류와 그의 아버지 이시다 류켄이 유일하게 남은 생존자로 알려져 있었으나 천년현전편에서 유하바하를 중심으로 한 퀸시들의 세력인 반덴라이히(Wandenreich)가 등장하였고 현세의 퀸시 가문이 이시다 가문 외에도 쿠로사키 가문이 있었다는 사실이 드러난다.

## 능력
퀸시(滅却師)라는 이름에 걸맞게 호로를 그 자리에서 멸하는 힘을 지닌 호로 대적 퇴마 일족으로, 퀸시의 본래 힘은 주변에 있는 혼백을 이루는 물질인 영자를 흡수해 자신의 것으로 만들어 사용하는 것이며, 그 영자를 모아 활 형태로 만들어 쏘아 호로를 맞추는 즉시 맞춘 호로를 그 자리에서 소멸시키는 힘을 지녔다. 그 외에도 사신들과는 다른 독자적인 도구나 능력들을 많이 지니고 있다.

## 역사
본래 닫힌 공간인 단계를 기준으로 소울 소사이어티와 현세의 혼백은 균형을 이뤄야하며 그 균형을 참백도로 호로를 베어 정화시켜 소울 소사이어티로 알맞은 양을 천도하는 사신이 담당하고 있었다. 하지만 퀸시의 능력같은 경우, 그 자리에서 호로의 육체와 동시에 그 안에 내제된 혼백까지 죄다 멸해버리기 때문에 소울 소사이어티로 가야 하는 혼백의 양이 급격히 감소, 결국 균형이 깨져 어느 한 쪽이 무너져 죽는 것도 사는 것도 아니게 되는 세상이 만들어진다. 사신들은 이 위험을 피하기 위해 몇 백년 전부터 퀸시들과 대화로 타협을 보려 애썼으나 퀸시들은 고결한 자신들의 힘에 긍지를 느꼈기 때문에 사신들의 타협을 끝까지 거절했다. 결국, 200년 전 퀸시섬멸작전이 결행되었으며 사신들은 퀸시들을 정의라는 이름 하에 섬멸시켰다. 

## 도구

### 퀸시 크로스(Qunicy Cross / 滅却十字)
퀸시들이 영자병장을 발현하기 위해 몸에 지니고 다니는 일종의 십자가 형의 영적 매개 펜던트이다. 오각형의 퀸시 크로스는 퀸시의 힘을 이어받은 정통 계승자라는 증거를 뜻하며, 현재 이시다 소켄에서 이시다 류켄에게, 그리고 아들인 이시다 우류에게 넘어왔다.

### 은통(銀筒)
퀸시가 평소 소지하고 다니는 영자로 만든 은인 영화은(靈化銀)이라는 금속으로 된 5cm 길이의 작은 병이다. 비상용으로 주위의 영자를 집속시켜 이 통에 넣고 다니며, 한 번 쓰고 나면 다시 영자를 집속시켜 통에 담아야 하는 구식 도구지만 사용 방법으로 인해 힘을 잃어버린 퀸시라도 사용가능하며 잘만 응용하면 메노스 그랑데 급의 호로와도 싸울 수 있다.

### 영자병장(靈子兵裝) 혹은 하인리히 보겐()
퀸시들이 주위의 영자들을 집속시킨 다음 자신의 영자를 코팅시켜 만들어내는 병기이다. 형태는 기본적으로는 활의 형태이나 활의 형태가 아닌 영자병장도 존재한다. 퀸시의 증표인 퀸시 크로스(滅却十字)를 매개체로 발현시킬 수 있다.

### 산령수투(散靈手套)
영자를 고레벨로 확산시키는 힘을 지닌 장갑으로, 이걸 착용하고 7일 밤낮 활을 생성해 사용하는 것이 가능해진다면 산령수투의 영자 확산 능력을 압도하는 영자 집속 능력을 지니게 된다. 그 힘을 장기간 사용하며 익숙하게 단련했기 때문에 한없이 퀸시의 정점에 가까이 다가갈 수 있다. 

### 제레 슈나이더(Seele Schneider / 혼을 베어가르는 자)
퀸시들이 사용하는 무기 중, 유일하게 날붙이인 무기이다. 날 표면을 영자가 초당 약 300만번 회전하는 전기톱 비슷한 구조로 되어 있으며 이 날로 벤 대상의 영자 구조를 느슨하게 만들어 상대의 영자를 자신이 뺏어 흡수하는 것을 용이하게 해준다. 적이 영자를 확산시키는 타입이면 칼자루 머리에 미리 영자를 비축시켜뒀다가 그걸 통해 일시적으로 날을 회복하기도 하고 또 화살 대용으로도 사용이 가능하다.

### 메달리온(Medalion)
퀸시 반군 세력인 <반덴라이히>의 퀸시들이 사용하는 메달로, 만해의 힘을 흡수하는 힘이 있는 듯하다. 퀸시 폴슈텐디히와 병용할 수 없다는 것과 만해를 호로화시면(침영약을 이용) 원 주인에게 돌아가고 만해가 호로에서 근간한 것일 경우 아예 빼앗을 수 없으며 본인의 역량이 딸리면 자멸할 수도 있다는 정도가 약점이다.

### 퀸시. 렛트슈틸(Quincy. Letzt-Stil / 滅却師最終形態)
산령수투를 벗은 후의 형태로 영자 집속의 힘을 뛰어넘은 영자 예속의 경지에까지 올라 전투력이 압도적으로 상승한다. 그 힘은 대장급 레벨의 사신들이 만해를 시전한 것까지 일격에 쓰러뜨릴 상태로 변하나 이 형태를 해방한 후에 퀸시의 힘을 잃어버리는 리바운드를 겪고 만다. 이로 인해 잃어버린 퀸시의 힘을 되찾기 위해선 정신과 육체를 극한까지 깎아내린 후 심장 동방결절 오른쪽 19mm에 영궁 한 발을 맞는 것밖에 없다.

### 퀸시. 폴슈텐디히(Quincy. Vollstandig / 滅却師完星体)
본래 퀸시 최종형태인 <퀸시. 렛트슈틸>이 한계로 여겨졌으나 현재 등장하고 있는 퀸시 세력인 <반덴라이히>는 100년이 넘는 시간 동안 연구에 연구를 거듭하여 퀸시. 렛트슈틸을 뛰어넘는 새로운 진화체를 만들어내었다. 그것이 퀸시. 폴슈텐디히이다. 이 상태를 발동하면 마치 천사와도 같은 형상으로 변하며 주위에 있는 모든 영자들을 강제적으로 자신에게 예속시켜 흡수해버린다. 웨코문도나 소울 소사이어티처럼 주변의 모든 것이 영자로 이루어져 있는 필드에서는 정말 최적이자 최흉의 힘이 아닐 수 없다. 당장 우류가 썼던 렛트슈틸은 대장급 사신의 만해를 한방에 날려버렸다. 그게 연속으로 날아온다면 지옥에 온 기분일 듯하다.

## 능력

### 비염각(飛廉脚)
퀸시의 고등 보법으로 발 밑에 만든 영자의 흐름을 타고 공중을 이동하거나 초고속으로 이동이 가능하다. 응용을 하면 가르간타같은 영자의 난기류 속에서도 발판을 만들어 이동하는 것이 가능하다.

### 난장천괴(亂裝天傀)
무수한 영자를 이용해 꼬아 만든 가는 실타래를 몸의 움직이지 않는 곳에 연결해 자신의 영력으로 꼭두각시처럼 몸을 강제적으로 움직이게 하는 퀸시 초고등 전투 기술이다. 한 번 발동하면 뼈가 부러져도 몸이 마비돼도 영력이 있는 한은 계속 움직일 수 있다. 본래 노쇠한 퀸시가 죽을 때까지 호로와 싸우기 위해 개발해낸 퀸시 능력 중 초고등 전투용 비술이다.

### 블루트(Blut / 血裝)
퀸시 세력인 반덴라이히의 퀸시들이 사용하는 힘으로, 자신의 혈관에 직접적으로 영압을 흘려보내 공격력과 방어력을 비약적으로 향상시킨다. 방어력을 향상시키는 블루트 베네(Blut Vene / 精血裝), 공격력을 향상시키는 블루트 아르테리에(Blut Arterie / 動血裝)로 나뉘어 있다. 강한 능력이긴 하지만 치명적인 결점이 하나 있는데 방어용과 공격용이 별도의 영자 시스템으로 이루어져 있어서 동시 발현이 불가능하기에 공격용/방어용 전환에 무조건적으로 틈이 생긴다는 것이다. 그래서 방어용을 쓰면 공격에는 대응이 가능하지만 상대에게 이렇다할 피해를 못주는데 그렇다고 공격용을 쓰면 역으로 상대의 공격에 당해서 죽을수도 있는 상대에게는 상성이 좋지 않은 기술이다.